# 大分県マリンカルチャーセンター

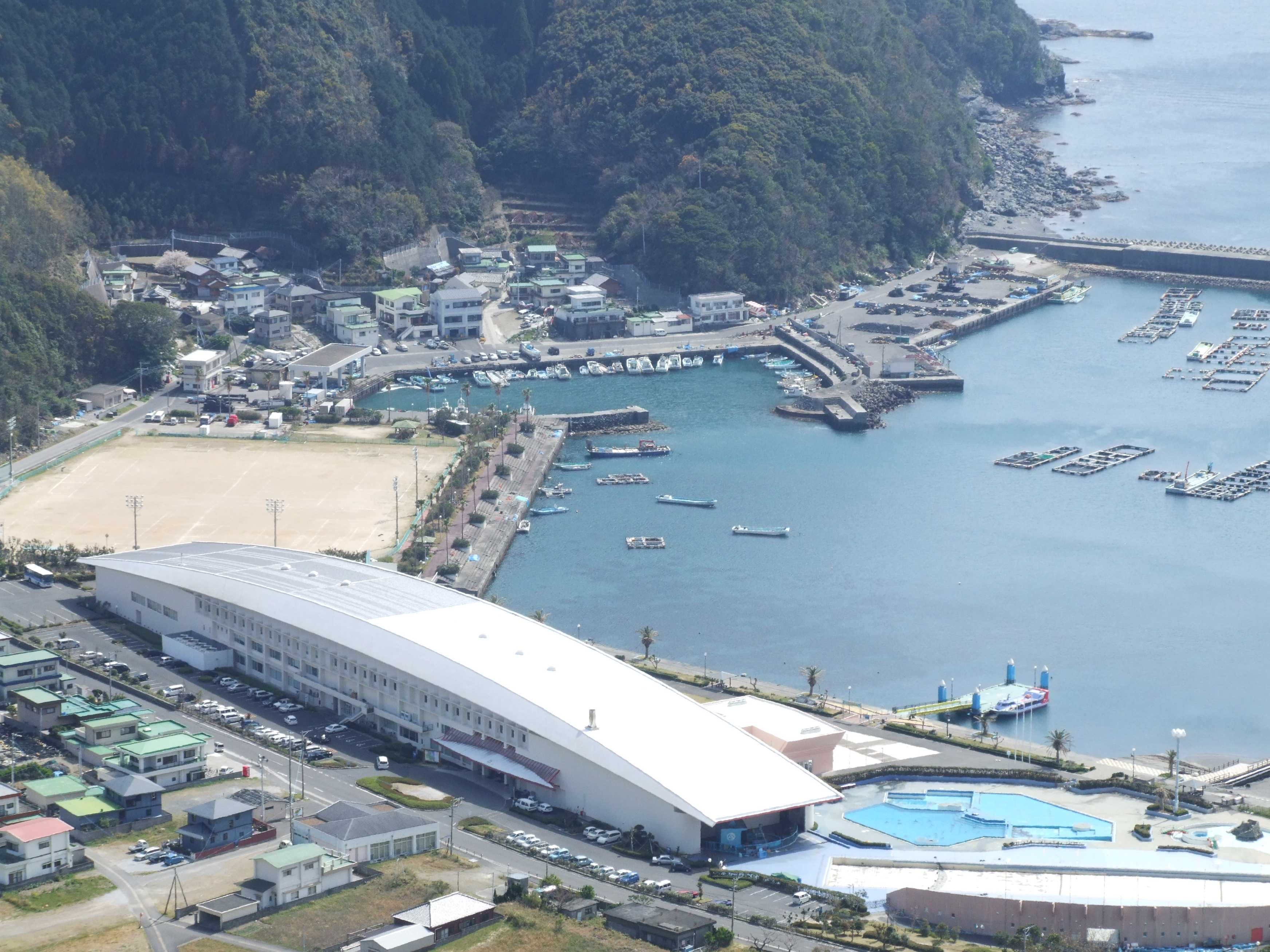
遠景

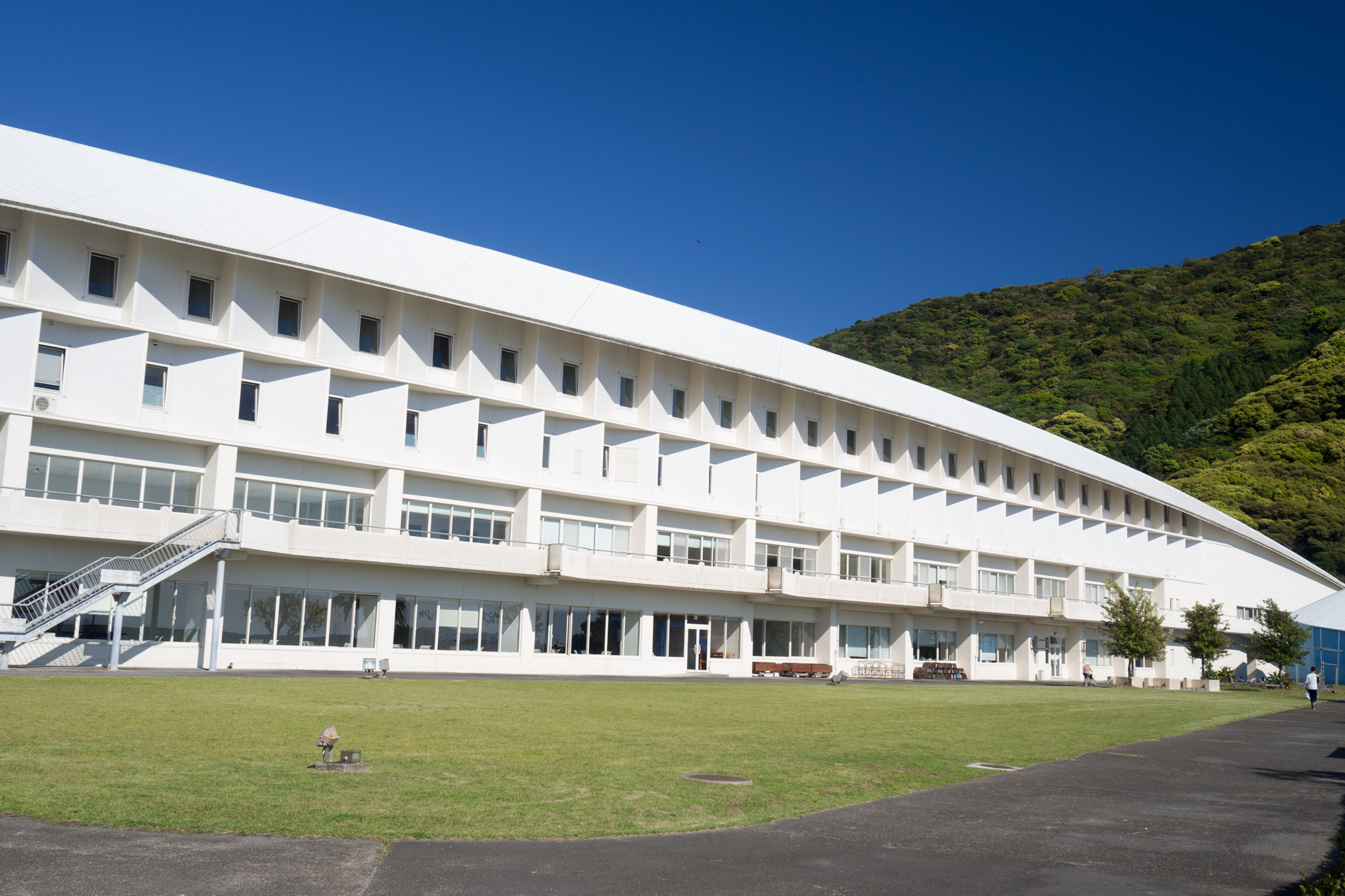
海側から

大分県マリンカルチャーセンター（おおいたけんマリンカルチャーセンター）は、かつて大分県佐伯市蒲江（旧南海部郡蒲江町）の元猿海岸近くにあった、海洋科学館、海水プール、宿泊施設等からなる公共施設。2018年4月1日から利用を休止し 利活用策を検討していたが、2021年8月17日に施設を解体する方針が公表された。

## 概要
大分県が県南地域の振興を図るために策定したマリノポリス構想の中核的施設として建設。1992年4月25日に開館した。設計は菊竹清訓建築設計事務所。建物は南北方向の長さが約220mあり、外観は船をイメージしていて、屋根は緩やかにカーブしている。恋人の聖地に選定されていた。
毎年2月から6月頃の間、定置網にかかったマンボウを一時的に保護して飼育し、海水プールで一般公開していた。
海洋科学館には、有人潜水調査船しんかい6500の実物大模型や、大分県の伝統的な漁具等が展示されていた。また、ふれあい水槽は、水槽のガラスに穴が開いていて、直接魚にエサを与えることができた。

## 沿革
- 1981年 - 大分県が県南地域の振興を図るマリノポリス計画を策定[11]。
- 1989年 - 施設建設に係る基本計画の策定。
- 1991年
  - 10月30日 - 着工。
  - 運営を委託するため財団法人大分県マリンカルチャーセンターを設立。
- 1992年
  - 3月20日 - 完成。
  - 4月25日 - 開館。
- 2006年
  - 3月 - 財団法人大分県マリンカルチャーセンター解散[12]。
  - 4月1日 - 大分県指定管理者制度導入（指定管理者：株式会社サンテツ）[13]。
- 2011年11月24日 - 大分県が株式会社サンテツの指定管理者の指定を取消し[14]。
- 2018年4月1日 - 利用休止。
- 2021年
  - 7月29日 - 佐伯市が施設の利活用断念を表明[4][15]。
  - 8月17日 - 大分県が施設を解体する方針を公表[4]

## 施設規模
- 構造：本館棟 - 鉄骨造（一部鉄骨鉄筋コンクリート造、地上4階、地下1階）[4]
- 規模：
  - 本館棟ほか全体延床面積：18,581.16平方メートル
  - 高さ：18.3メートル
  - 敷地面積：34,534.00平方メートル

## 主要施設
- 一般宿泊室 94人
- 団体宿泊室 400人
- 研修室[1]
  - 教室型45名収容・9室
  - 円卓型25名収容・1室
  - 和室型・2室
- 海洋生物研修室：48名収容・1室[1]
- 視聴覚室：75名収容・1室[1]
- マリンホール：350名収容・1室[1]
- 海洋科学館[1]
- プラネタリウム：100席・1室[1]
- グラウンド：サッカー、ソフトボールは2面、野球は1面、ナイター可。ラグビー、サッカーのゴールポスト有[1]。
- 体育館：バレーボール（2面）、バスケットボール（1面）、バドミントン（4面）、卓球（6面）、柔道（70畳）[1]
- トレーニングルーム[1]
- プール[1]
  - 海水100mプール
  - レジャープール
  - 幼児プール
- ふれあい水槽[1]
- 駐車場：普通車 121台、バス 10台

## 所在地
- 大分県佐伯市蒲江大字竹野浦河内1834番地の2

## アクセス
- 自動車：
  - 東九州自動車道蒲江IC約15分（9 km）[16]
  - 佐伯市中心部から約40分（26 km）[16]
  - 延岡市から約50分（55 km）[16]
- 鉄道・バス：
  - JR九州日豊本線佐伯駅から大分バス（路線バス）で約75分（26 km）[16]

## 周辺
- 日豊海岸国定公園
  - 元猿海岸
- 佐伯市蒲江振興局
- 佐伯市立蒲江翔南小学校
- 佐伯市立蒲江翔南中学校
- 道の駅かまえ
- かまえインターパーク

道路
- 国道388号
- 東九州自動車道 : (19) 蒲江IC